# Elecciones provinciales de Corrientes de 1951
Las elecciones generales de la provincia de Corrientes de 1951 se realizaron el 11 de noviembre del mencionado año, al mismo tiempo que las elecciones presidenciales y legislativas a nivel nacional, y las elecciones de gobernador de las demás provincias. Se debía elegir al Gobernador para el período 1952-1958 y a los miembros de la Legislatura Provincial. Fue la primera elección correntina en la que se utilizó el sufragio directo en lugar del sistema de Colegio Electoral, cosa que no volvería a repetirse hasta 1993, y también la primera elección bajo el sufragio universal de hombres y mujeres.
Con una participación del 78.72%, Raúl Benito Castillo, candidato del Partido Peronista, obtuvo un arrollador triunfo del 64,36% de los votos válidamente emitidos. En segundo lugar quedó Justo Policarpo Villar, de la Unión Cívica Radical (UCR), con el 26,84%. El Partido Demócrata obtuvo el 8,80%.

## Resultados

### Gobernador y Vicegobernador
|  | 64,36 % |

|  | 26,84 % |

|  | 8,80 % |

|  | 99,40 % |

|  | 0,59 % |

|  | 0,01 % |

|  | 100 % |

### Cámara de Diputados
|  | 64,33 % |

|  | 26,89 % |

|  | 8,79 % |

|  | 99,36 % |

|  | 0,63 % |

|  | 0,01 % |

|  | 0,00 % |

|  | 100 % |

#### Resultados por secciones electorales

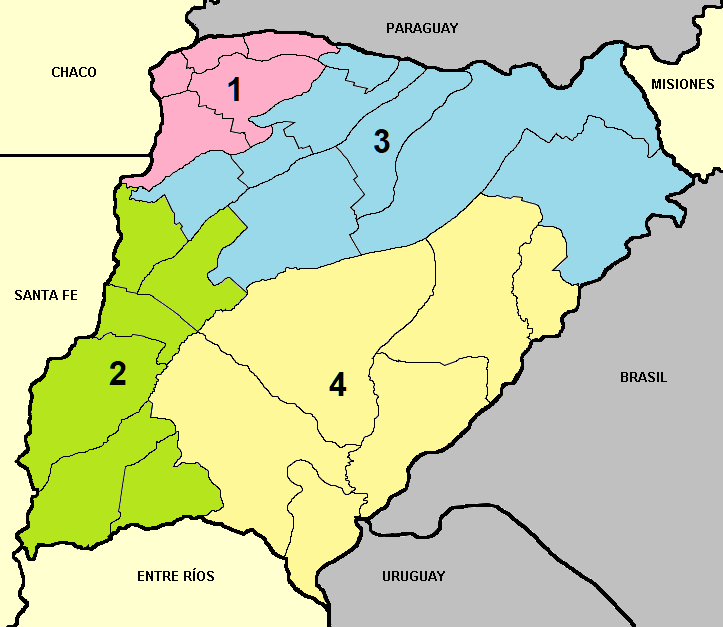
Secciones electorales:
1ª Sección
2ª Sección
3ª Sección
4ª Sección

|  | 66,34 % |

|  | 18,89 % |

|  | 14,77 % |

|  | 99,42 % |

|  | 0,56 % |

|  | 0,02 % |

|  | 100 % |

|  | 61,30 % |

|  | 33,69 % |

|  | 5,01 % |

|  | 99,46 % |

|  | 0,53 % |

|  | 0,01 % |

|  | 100 % |

|  | 62,92 % |

|  | 28,83 % |

|  | 8,25 % |

|  | 99,08 % |

|  | 0,90 % |

|  | 0,02 % |

|  | 0,00 % |

|  | 100 % |

|  | 66,54 % |

|  | 27,19 % |

|  | 6,27 % |

|  | 99,40 % |

|  | 0,59 % |

|  | 0,01 % |

|  | 100 % |

### Cámara de Senadores
|  | 64,32 % |

|  | 26,85 % |

|  | 8,83 % |

|  | 99,40 % |

|  | 0,59 % |

|  | 0,01 % |

|  | 100 % |

#### Resultados por secciones electorales
|  | 66,28 % |

|  | 18,86 % |

|  | 14,86 % |

|  | 99,41 % |

|  | 0,59 % |

|  | 0,01 % |

|  | 100 % |

|  | 61,34 % |

|  | 33,64 % |

|  | 5,02 % |

|  | 99,47 % |

|  | 0,52 % |

|  | 0,01 % |

|  | 100 % |

|  | 62,99 % |

|  | 28,79 % |

|  | 8,22 % |

|  | 99,29 % |

|  | 0,70 % |

|  | 0,01 % |

|  | 100 % |

|  | 66,27 % |

|  | 27,16 % |

|  | 6,36 % |

|  | 99,40 % |

|  | 0,59 % |

|  | 0,01 % |

|  | 100 % |